# طواف روماندي 2011
طواف روماندي 2011 (بالإنجليزية: 2011 Tour de Romandie)‏ هو سباق دراجات هوائية أقيم بتاريخ 26 أبريل – 1 مايو، تكون السباق من 5 مراحل وامتدّ لمسافة 694.5 كم بسرعة 41.183 كم/س، استغرق السباق 16 ساعة 51 دقيقة 49. فاز به الأسترالي كاديل إفانز وحلّ ثانيا الألماني طوني مارتين بينما حصل على المركز الثالث الكازاخستاني أليكساندر فينوكوروف.

## الترتيب
| م                     | الدرّاج              | البلد            | الزمن               |
| --------------------- | ------------------- | ---------------- | ------------------- |
| الفائز بالترتيب العام | كاديل إفانز         | أستراليا         | 16 ساعة 51 دقيقة 49 |
| الثاني                | طوني مارتين         | ألمانيا          |                     |
| الثالث                | أليكساندر فينوكوروف | كازاخستان        |                     |
| أفضل شاب              | أندرو تالانسكي      | الولايات المتحدة | -                   |